# Epirochroa cervinocincta
Epirochroa cervinocincta là một loài bọ cánh cứng trong họ Cerambycidae.